# ناحیه لیوان
لیو ان (به لاتین: Liwan District) یک سکونتگاه مسکونی در جمهوری خلق چین است که در گوانگ‌ژو واقع شده‌است.

## خصوصیات
لیو ان ۶۲٫۴۰ کیلومترمربع مساحت و ۷۰۵٬۲۶۲ نفر جمعیت دارد.